# Station Strumień
Station Strumień is een spoorwegstation in de Poolse plaats Strumień.